# Boks na Letnich Igrzyskach Olimpijskich 1960
Wyniki turnieju bokserskiego na Letnich Igrzyskach Olimpijskich w Rzymie.

## Medaliści
| Konkurencja                    | Złoty              | Srebrny                | Brązowy           | Brązowy               |
| waga musza (51 kg)             | Gyula Török        | Siergiej Siwko         | Kiyoshi Tanabe    | Abdel Moneim El-Gindy |
| waga kogucia (54 kg)           | Oleg Grigorjew     | Primo Zamparini        | Oliver Taylor     | Brunon Bendig         |
| waga piórkowa (57 kg)          | Francesco Musso    | Jerzy Adamski          | Jorma Limmonen    | William Meyers        |
| waga lekka (60 kg)             | Kazimierz Paździor | Sandro Lopopolo        | Richard McTaggart | Abel Laudonio         |
| waga lekkopółśrednia (63,5 kg) | Bohumil Němeček    | Clement "Ike" Quartey  | Quincey Daniels   | Marian Kasprzyk       |
| waga półśrednia (67 kg)        | Giovanni Benvenuti | Jurij Radoniak         | Leszek Drogosz    | James Lloyd           |
| waga lekkośrednia (71 kg)      | Wilbert McClure    | Carmelo Bossi          | Boris Łagutin     | William Fisher        |
| waga średnia (75 kg)           | Edward Crook       | Tadeusz Walasek        | Ion Monea         | Jewgienij Fieofanow   |
| waga półciężka (81 kg)         | Cassius Clay       | Zbigniew Pietrzykowski | Giulio Saraudi    | Antony Madigan        |
| waga ciężka (>81 kg)           | Franco De Piccoli  | Daniel Bekker          | Günter Siegmund   | Josef Němec           |

## Polscy reprezentanci
- Waga musza - Henryk Kukier, odpadł w eliminacjach
- Waga kogucia - Brunon Bendig, 3. miejsce - brązowy medal
- Waga piórkowa - Jerzy Adamski, 2. miejsce - srebrny medal
- Waga lekka - Kazimierz Paździor, 1. miejsce  - złoty medal
- Waga lekkopółśrednia - Marian Kasprzyk, 3. miejsce - brązowy medal
- Waga półśrednia - Leszek Drogosz, 3. miejsce - brązowy medal
- Waga lekkośrednia - Henryk Dampc, odpadł w ćwierćfinale (5-8. miejsce)
- Waga średnia - Tadeusz Walasek, 2. miejsce - srebrny medal
- Waga półciężka - Zbigniew Pietrzykowski, 2. miejsce - srebrny medal
- Waga ciężka - Władysław Jędrzejewski, odpadł w eliminacjach